# Porto Rico aux Jeux olympiques d'été de 2016
Porto Rico participe aux Jeux olympiques d'été de 2016 à Rio de Janeiro au Brésil du 5 août au 21 août. Il s'agit de sa 18e participation à des Jeux d'été.

## Médaillés
| Sport              | Discipline   | Athlète(s)  | Performance                           | Date    |
| Médailles d’or : 1 |              |             |                                       |         |
| Tennis             | Simple dames | Monica Puig | 6-4, 4-6, 6-1 contre Angelique Kerber | 13 août |

## Cyclisme

### Cyclisme sur route
| Athlète         | Compétition            | Temps       | Rang |
| --------------- | ---------------------- | ----------- | ---- |
| Brian Babilonia | Course en ligne hommes | non terminé | NC   |

## Volley-ball

### Tournoi féminin
L'équipe de Porto Rico de volley-ball féminin se qualifie pour les Jeux en remportant le tournoi de repêchage de San Juan en mai 2016.

## Tennis
Mónica Puig gagne le tournoi de tennis féminin et offre à Porto Rico sa toute première médaille d'or.